# Гордин, Анатолий Викторович
Анатолий Викторович Гордин (15 июля 1923, с. Красный Яр, ныне Кемеровская область — 30 апреля 1994, Новосибирск) — советский и российский журналист, главный редактор газеты «Вечерний Новосибирск» (1960—1984), заслуженный работник культуры (1981).

## Биография
Родился 15 июля 1923 года в Красном Яре на территории современного Ижморского района Кемеровской области. Получил журналистское образование. С июля 1949 года трудился в Новосибирске. Первое время был специальным корреспондентом «Большевистской смены» (будущая «Молодость Сибири»), а с августа 1952 до января 1960 года занимал должности заведующего отделом, заместителя редактора
и редактора газеты; затем руководил сектором печати Новосибирского обкома КПСС (январь — октябрь 1960).
С октября 1960 по январь 1984 года занимал пост главного редактора газеты «Вечерний Новосибирск». Под его руководством сформировались внешний вид и регулярный коллектив издания, закрепились постоянные рубрики; в свою очередь, тираж издания в 50 000 увеличился до 100 000 единиц.
В партийных верхах Новосибирска Гордин заслужил репутацию коммуниста прогрессивных взглядов и новатора печатного дела.
Был депутатом местных советов, состоял в бюро обкома КПСС.
Похоронен на Заельцовском кладбище Новосибирска (квартал 39).

## Работы
- А впереди живые дела: Страницы жизни Новосибирской области в 11-й пятилетке. — Новосибирск: Кн. изд-во, 1985. — 240 с.: ил. — (Сост.);
- Новосибирск: [Фотоальбом]. — М.: Планета, 1990. — 171, [4] с. — (Сост.);
- Новосибирск / Редкол. Безрядин Н. В. (отв. ред.) и др. — Новосибирск: Кн. изд-во., 1970. — 183 с.: ил. (В кол. авт.-сост.);
- Аста ла виста!: кубинские впечатления //  Сов. Сибирь. — 1980. — 24 февр. — С. 3; 25 февр. — С. 3; 26 февр. — С. 3; 27 февр. — С. 3.[1]